# Paragus quadrifasciatus
 (octobre 2024).
Espèce
Paragus quadrifasciatus est une espèce de mouches de la familledes Syrphidae et du genre Paragus.

## Répartition
Eurasie jusqu'en Corée du Sud, Israël, Algérie, Turquie, etc.

## Description
Le genre Paragus est compliqué à identifier, toutefois cette espèce qui mesure environ 5 mm présente des particularités comme les quatre fascies de poils sur ses yeux d'où elle tire son nom scientifique (quadrifasciatus) et la coloration de l'abdomen (notamment les bandes jaunes caractéristiques présentes sur les tergites II et III).

## Écologie
Ce syrphe a déjà été observé dans des habitats variés, comme des prairies xérothermophiles ou encore des zones marécageuses à saules. Les larves sont zoophages à développement complet dans les tissus végétaux ou dans la litière, tandis que les adultes sont pollinisateurs et butinent entre autres des apiacées. On les observe d'avril à octobre avec un pic d'activité au mois de juillet.

## Statuts
L'espèce n'est pas considérée comme menacée en Europe (LC sur la liste rouge). Deux régions de France l'ont inscrite espèce déterminante de l'inventaire ZNIEFF, il s'agit de l'Ile-de-France et de l'ancienne région Alsace.

## Systématique
Le nom valide complet (avec auteur) de ce taxon est Paragus quadrifasciatus Meigen, 1822,.
Paragus quadrifasciatus a pour synonymes :
- Paragus bifasciatus Macquart, 1834
- Paragus niger Šuster, 1959
- Paragus pulcherrimus Strobl, 1893
- Paragus quadrivitatus Macquart, 1829
- Paragus sexnotatus Szilády, 1940
- Paragus variofasciatus Becker, 1907
- Syrphus concinnus Meigen & Wiedemann, 1822